# 指揮者

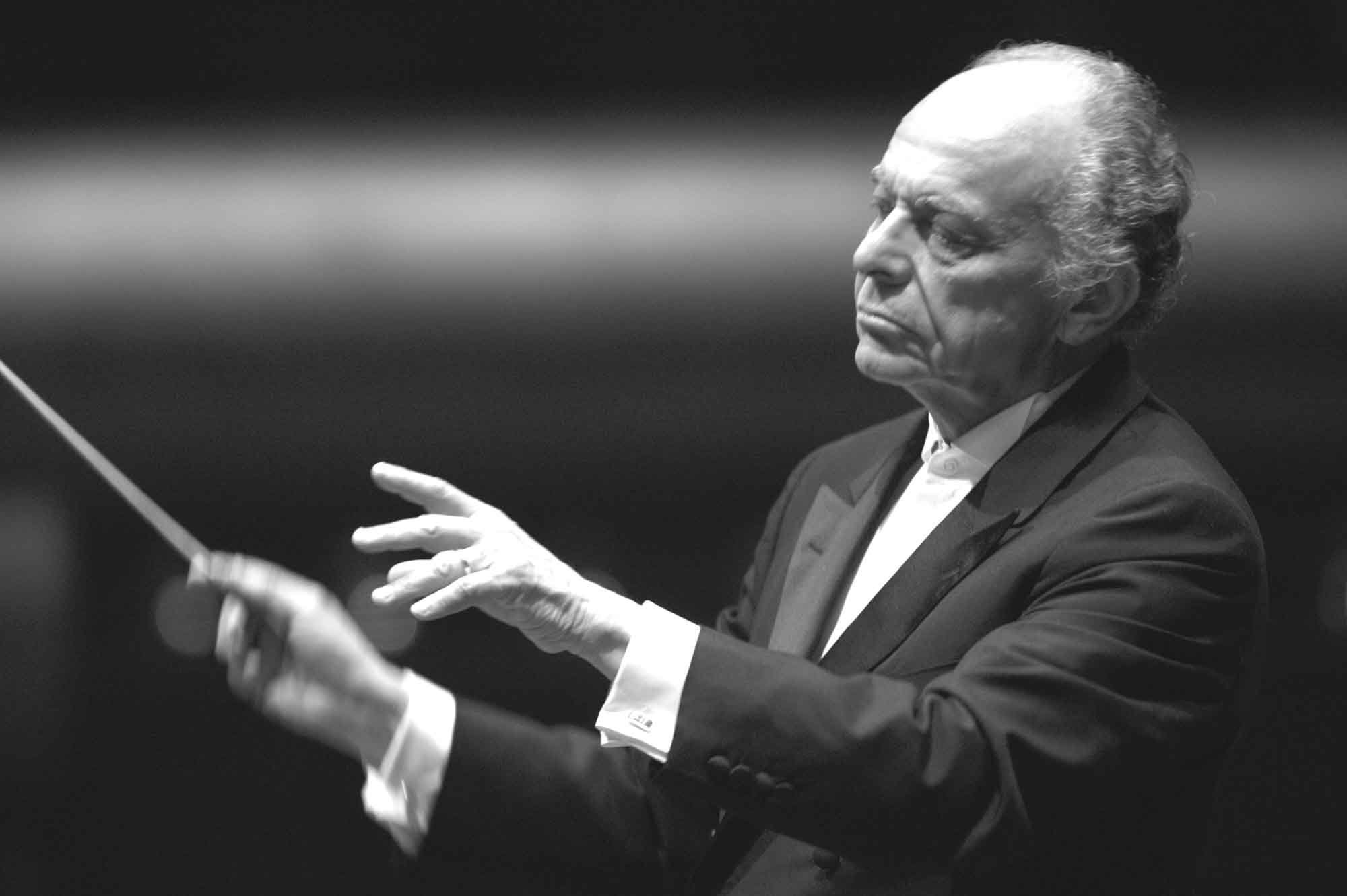
楽団を指揮するロリン・マゼール

指揮者（しきしゃ、英語: conductor, ドイツ語: Dirigent, フランス語: chef d'orchestre, イタリア語: direttore d'orchestra）は、管弦楽、吹奏楽、合唱、オペラなどの演奏に自己の解釈を与え、統一のための作業をする者。
合奏や合唱を指揮する人物。

## 指揮者の役割
指揮者は、楽曲に自分の解釈を与え、その解釈を演奏者たちに伝え、演奏者らの演奏を統一する役目を担う人である。
オーケストラ、吹奏楽、合唱、ビッグバンドなどの楽曲の演奏の多くでは指揮者を必要とする。ポピュラー音楽でも大編成の楽団で演奏をするには指揮者が必要な場合がある。
一方で、これらの編成での演奏の一部、あるいは小編成のアンサンブルでは、演奏者らが音楽的表現についても話し合いをしたり、演奏者の中でリーダーを決められれば演奏を改善していくことも一応は可能な場合があり、特に同じ拍子で演奏をすればよいような場合や、演奏のきっかけを出す役割の人、例えばコンサートマスターやバンドマスター（バンドリーダー）といった立場の人を置くことで、専任で指揮を行う単独の指揮者をたてないで演奏するケースもある。協奏曲の演奏などにおいて、いわゆる「弾き振り」を行う事例もしばしば見受けられる。
勉強、練習計画の立案
指揮者は、ある楽曲の指揮を担当することになったら、まずその楽曲の総譜、関連する音楽史上の文献などを読んで構造などを把握し、表情づけの方法などを検討し、練習の手順を計画する。また多くの指揮者は総譜を読み込んだあと、ピアノなどの鍵盤楽器を使い演奏してみて、自分の解釈がもたらす音響的効果や心理的効果を自分の耳で確認し、それを自ら検討する作業を、あらかじめ一人で行う。
小澤征爾の場合、勉強の段階がさらに徹底しており、（上述のように）一度勉強した曲を、さらに自ら白紙の五線譜に書き写し（写譜）、作者の意思を追求し、楽曲の理解を深めるなどの勉強方法を取っている指揮者の事例も知られ、その小澤は「勉強してきてない指揮者ほど使えないものはありませんから」と語っている。
練習やリハーサルでの仕事
指揮者が自己の解釈を演奏者たちに伝える作業は、練習やリハーサルの段階で行う。その段階で自分の解釈をどれほど楽団員に浸透させられるか、解釈どおりの演奏ができるように指導できるかで、本番の演奏の質の大部分も決まる。練習やリハーサルでは適宜、言葉（通常の言語）も使い、自分が思うことを楽団員に伝える。多忙な指揮者は時としてアシスタント（下振り）を使うこともある。
練習に際しては、音楽的表現全体を考えてテンポ・音程・音量・音色・奏法や歌唱法・パート間の音量バランス 等を指導し、ミスやずれを修正して、演奏の完成度を上げていく。最後のリハーサルまでにそれをまとめ上げ、演奏会本番に臨む。
本番演奏の指揮
本番の演奏では、拍子（リズム）を取り、（通常の言語は使わず）表情や目力（めぢから）や仕草を用いて（練習やリハーサル時にすでに伝えた）解釈を楽団員に今一度想起させたり、また演奏や歌唱をリアルタイムで自分の耳で感じ取り、もし微修正したほうがよいと感じられた場合はその指示もリアルタイムで与える。また観客（聴衆）の反応もリアルタイムで感じ取り、必要ならばそれに応じた演奏の微修正を楽団員に指示する。
個性の強い指揮者の場合、（リハーサルの細かい指導では不完全だった場合でも）本番演奏時の「睨み（にらみ）」ひとつで楽団員の演奏能力を普段以上に大きく引き出す例もある。
その他の仕事
その他に、選曲を行うことや、また楽団員同士の仲裁など人間関係の問題解決等も行うこともある。

## 種類、分類
指揮者の分類法は多々ある。
楽団との契約関係で分類する場合は、一例としては以下のように分類されることがあるが、これらに「名誉」「終身」「桂冠」「首席」「正」「副」あるいは「アシスタント」など様々な語句が付加され、その組み合わせも多様であり、また、「音楽監督」「総監督」などといった立場やポストで楽団に迎えられるケースもあるなど、一様ではない状況である。
- 常任指揮者 - 長期の契約で楽団の指揮を担当する指揮者。常任指揮者はオーケストラやオペラ団の方針に大きな影響を与え、音楽監督を兼任すること（あるいは常任指揮者というポストではなく音楽監督専任）もある。
- 客演指揮者 - 楽団に招かれる形で、特定の演奏会やツアーだけ指揮を行う。
- 専任指揮者 - "専任"と聞くと、音楽に無関係の人々には辞書的な意味の「その楽団の仕事にだけ専念して、他の楽団の仕事はしない」というような意味が想像されてしまうが、「専任指揮者」の場合は、多くの場合その楽団の仕事だけしかしないというわけではなく、実際には他の楽団の仕事もそれなりに行っていることが多い。臨時や客演ではない、といった程度の意味。

## 現代音楽での特殊な役割
現代音楽の作品の一部には、その楽譜の中で、指揮者に特殊な役割を果たすよう指示が与えられているものがある。例えば、指揮者が何らかの身振りをすると指示したり、指揮者自身が声を出したり楽器を鳴らすなどと指示している作品がある。具体例は以下の通り。
- マウリシオ・カーゲル「フィナーレ」 - 指揮者が演奏途中で倒れるように指示されている。
- ディーター・シュネーベル「ノスタルジー」 - 一人の指揮者（楽器奏者がいない）のための作品。彼の身振りによる視覚的要素を強調したもの。指揮者が無言で身振りを続ける作品。言うなれば指揮者がパントマイムの役者になる作品。[5]
- 湯浅譲二「問い」 - 指揮者が聴衆に向かって語る。
- 権代敦彦「Agnus Dei/Anus Mundi I」 - 指揮者がホイッスルを鳴らす。
- 井上道義 - 「メモリー・コンクリート（2004年）」 - 指揮者井上道義の自伝的作品。曲中に「指揮者のためのカデンツァ」があり、小太鼓のリズムに乗って指揮者がパフォーマンスを繰り広げる。井上自身の演奏の一例では、礼服を脱ぎ捨ててトレーナー姿になり、王冠風の帽子をかぶってタップダンスを踊った。
- 北方寛丈と菅原拓馬 - 「コラーゲンII」（2005年初演） - 2人の指揮者と2群のオーケストラによる作品で、あるパートでは演奏者らが指揮者を全く無視するという指示もある。

## 指揮者の養成

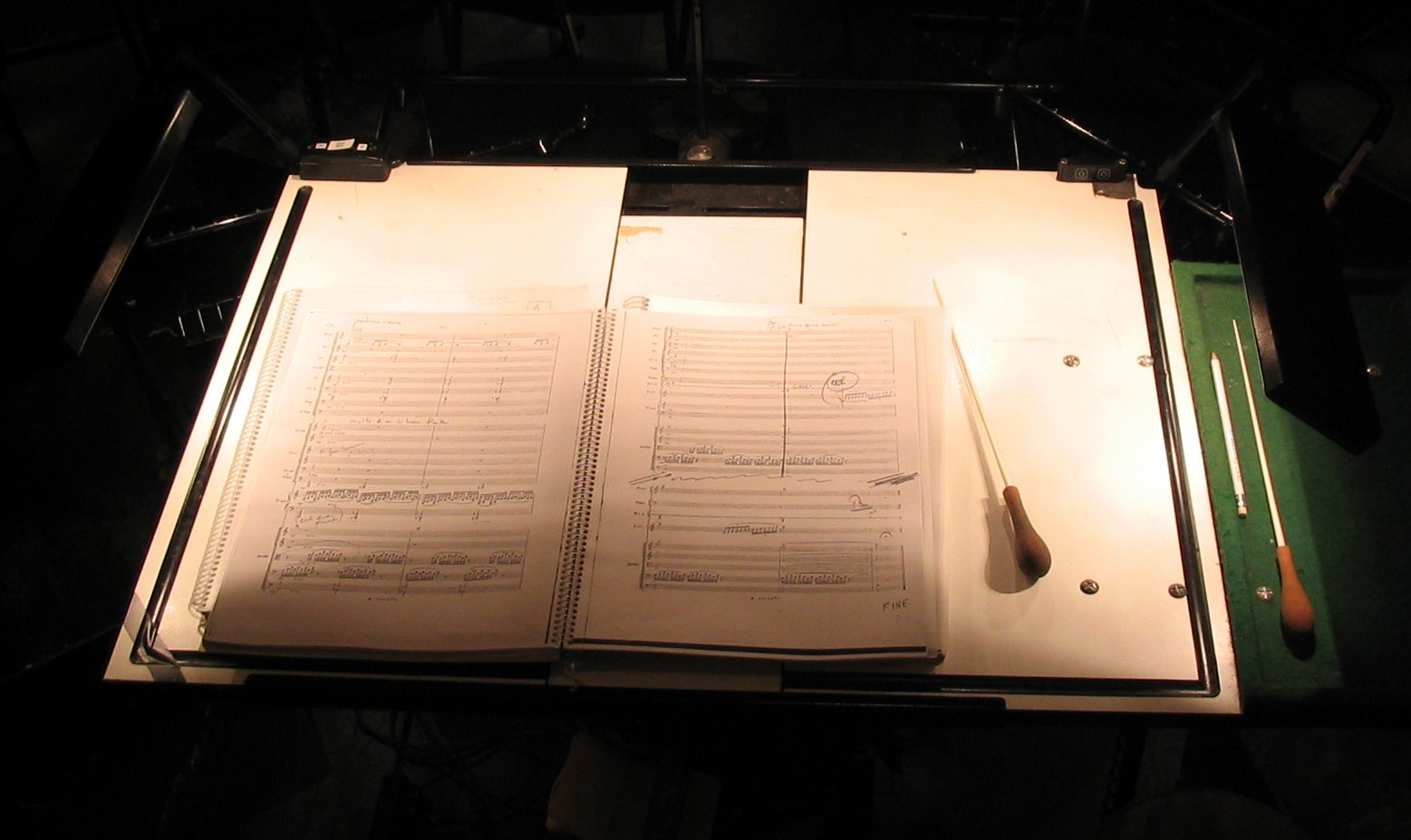
膨大な量のスコアと指揮棒

19世紀半ば以降、指揮者の専門職化が進んだ。現在では、音楽大学の指揮科で養成されることが多い。歴史的にみると、指揮者は専門職ではなく、楽団のリーダーである楽器奏者や声楽家、作曲家などが、まとめ役として担っていたポジションである。作曲家として知られているフェリックス・メンデルスゾーン、グスタフ・マーラー、リヒャルト・シュトラウスなども指揮者として活躍していた。現在でも、クア・オーケストラのように指揮を専門としない音楽家が指揮をすることもしばしば行われている。また、後述のように、専ら指揮者として活躍する音楽家の中に、器楽奏者、声楽家、作曲家などから転身した者も少なくない。特殊な例では、王侯貴族（デンマーク国王フレゼリク9世）、政治家（英国のエドワード・ヒース元首相など）や、会社社長（ソニーの大賀典雄など。但し、もともと大賀は東京芸術大学にて正規の音楽教育を受けている声楽家である）、あるいは著名な音楽評論家といった人物が指揮台に立つ例もある。
一般的には、指揮の練習や楽曲の予習にはピアノなどの鍵盤楽器を使う。ブルーノ・ワルターやダニエル・バレンボイム、クリストフ・エッシェンバッハ等のようにピアニストとしてデビューし、後に指揮者に転じた者もいる（エッシェンバッハは、ピアニストとしてかなりの名声を築いたのちの転向である。バレンボイムはピアニストと指揮者の両方で現役かつ一流である。）。また、他の楽器についても演奏経験があれば役に立つ。アルトゥーロ・トスカニーニ（スカラ座のチェロ奏者）やシャルル・ミュンシュ（ライプツィヒ・ゲヴァントハウス管弦楽団のヴァイオリン奏者、コンサート・マスター）、ルドルフ・ケンペ（ライプツィヒ・ゲヴァントハウス管弦楽団のオーボエ奏者）、ネヴィル・マリナー（フィルハーモニア管弦楽団、ロンドン交響楽団のヴァイオリン奏者）など、指揮者の中にはキャリアを楽器奏者から始めた者も少なくない。
また、特に現在では、さまざまな地域で作曲された楽曲を演奏し、さまざまな国の楽団を指揮する機会が大幅に増えており、スコアの原語での読み込みを始め、リハーサルで細かなニュアンスを伝えるためには、英語、フランス語、ドイツ語、イタリア語、ロシア語など、複数の外国語の能力も欠かせなくなってきている。特に、世界最多の歌劇場とオーケストラを持ち各国から無料の音楽留学を受け入れているドイツ及びオーストリアの公用語であるドイツ語と、話者人口の多い英語は重要である。また、欧米で指揮者の仕事の半分を占めるオペラにおいて歌詞のニュアンスを十全に理解する必要性もある。
このように幅広い知識、能力が必要な上に、最終的には大勢の人間に自らの意思を伝え、音楽的表現を作り上げていく能力が重要であることから、指揮者となるためには実践的訓練が重要となる。例えば、ウィーンの音楽大学ではほぼ毎日、午前中はピアノを用いた指揮法のレッスンと楽曲分析（アナリーゼ）の授業、午後は実際に学生オーケストラを振らせるといった教育システムが取られている。

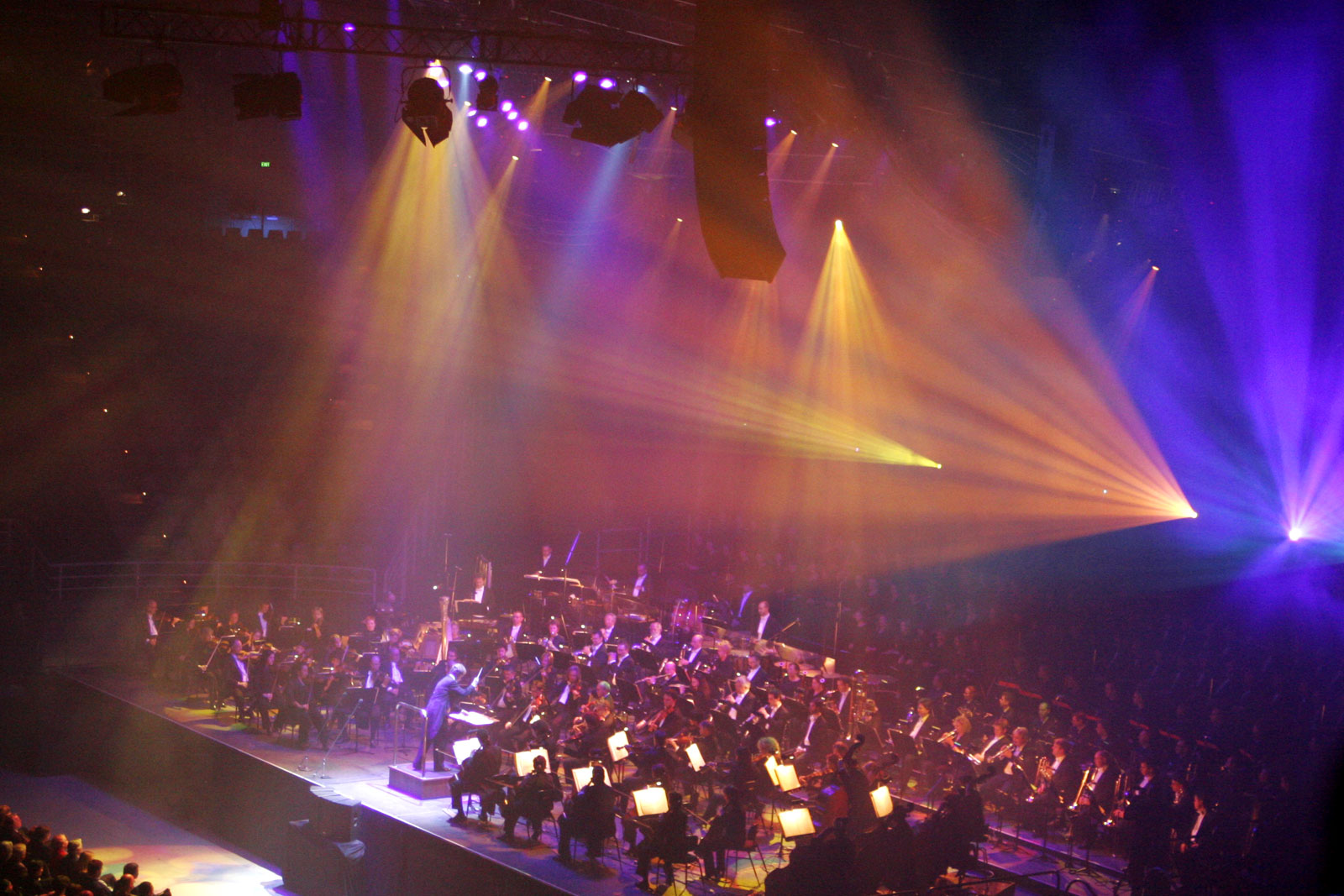
大楽団を率いる指揮者。メルボルン交響楽団

膨大な知識と幅広い能力、そしてそのための絶え間ない訓練を要求されるという点、そして、限られたポストをめぐって他者と争わなければならない点から、指揮者になるのはとても難しいといわれる。ほぼ膝から上の全身を使う肉体作業であるにもかかわらず、大器晩成的な性格もある。たとえば、日本で初の指揮者名鑑であるレコード芸術付録『指揮者WHO'S WHO』（1976）では、当時40代後半のカルロス・クライバーやハインツ・レーグナーが「若手」「未来株」と記述されている（現在の感覚ではさほど奇異ではないが、当時は55歳定年企業が多数派であり、後年に比べて中年や老人の概念がずっと若いことも留意が必要である。映画女優などは30代半ばをすぎると、男優でも40代半ばから助演に回るのが一般的な時代であった）。また、同書で「これといったセールス・ポイントがない」が「安定株ではある」と地味なローカル的存在扱いされた当時63歳のギュンター・ヴァントは、80歳近くなってカリスマ化して世界中で熱狂的人気を集めた。生涯固定したポストに恵まれず、オペラ録音や客演を中心に長い間職人的に語られてきたジョルジュ・プレートルがドイツ音楽の解釈で大指揮者的存在となったのも70歳以降である。生涯現役や長寿命といったことが一般的になってきている20世紀終盤以降では、70歳を過ぎて新ポストに就任することは特に珍しいことではなくなり、一例として、ロリン・マゼールが80歳でミュンヘン・フィルハーモニー管弦楽団の新音楽監督として3年契約を交わした等の事例がある。
また、長命な指揮者としては、95歳没のレオポルド・ストコフスキーや94歳没のロベルト・シュトルツが挙げられるが、ともに死の直前まで活動を行っており、病臥を経ない急死だった。後者に至ってはレコーディング目的で滞在中の外国での客死である。日本人指揮者では、朝比奈隆が93歳没と、比較的長命で、かつ生涯現役であった事例が知られる。2025年現在、現役で長命な指揮者としては、ヘルベルト・ブロムシュテット（98歳）などがいる。

## 敬称
指揮者は尊敬を込めて「マエストロ」（元々の語源は経験を積んだ専門家の敬称）と呼ばれることもある。

## 指揮者一覧

### 世界的指揮者
クラシック音楽の特に著名な指揮者を20人ほど挙げるなら、たとえば次のようになる。
- ヘルベルト・フォン・カラヤン
- アンドレ・クリュイタンス
- ハンス・クナッパーツブッシュ
- クレメンス・クラウス
- オットー・クレンペラー
- ヴィクトル・デ・サバタ
- カルロ・マリア・ジュリーニ
- ゲオルグ・ショルティ
- ジョージ・セル
- アルトゥーロ・トスカニーニ
- ジョン・バルビローリ
- レナード・バーンスタイン
- フリッツ・ブッシュ
- ヴィルヘルム・フルトヴェングラー
- ピエール・ブーレーズ
- カール・ベーム
- ロリン・マゼール
- シャルル・ミュンシュ
- エフゲニー・ムラヴィンスキー
- ピエール・モントゥー
- フリッツ・ライナー
- ブルーノ・ワルター

### 日本人指揮者
特に広く知られる指揮者を10人ほど掲載する。
- 秋山和慶
- 朝比奈隆
- 飯守泰次郎
- 井上道義
- 岩城宏之
- 小澤征爾
- 近衛秀麿
- 外山雄三
- 山田一雄
- 山田耕筰
- 山本直純
- 若杉弘
- 渡邉暁雄

### クラシック音楽以外の指揮者
- ポール・モーリア（イージーリスニング）
- フランク・プゥルセル（イージーリスニング）
- レイモン・ルフェーブル（イージーリスニング）
- マントヴァーニ（イージーリスニング）
- パーシー・フェイス（イージーリスニング）
- ジョン・ウィリアムズ（映画音楽）
- フランク・ストローベル（英語版）（映画音楽）